# Fotobiennale Bamako
Die Fotobiennale Bamako (auch Rencontres africaines de la photographie oder Rencontres de Bamako – Biennale africaine de la photographie) ist ein internationaler Fotoevent, der seit 1994 zweijährlich in Bamako, Mali stattfindet.

## Geschichte
Die erste Fotobiennale Bamako wurde unter dem Namen Rencontres de Bamako im Dezember 1994 auf Initiative der beiden französischen Fotografen Françoise Huguier und Bernard Descamps veranstaltet.

## Veranstaltungsorte
Bei der Fotobiennale finden Ausstellungen zeitgenössischer Fotografen und Retrospektiven an verschiedenen kulturellen Orten der Hauptstadt Bamako statt, wie dem Nationalmuseum von Mali, der Nationalbibliothek von Mali, dem Modibo-Keïta-Memorial und dem Bezirksmuseum. Die Ausstellungen werden von Kolloquien und Filmvorführungen begleitet.

## Organisation
Seit 2004 steht die Veranstaltung unter der Schirmherrschaft des Maison africaine de la photographie, das gegründet wurde, um den wachsenden Erfolg der Biennale zu verwalten.
Von 2009 bis 2014 hatte Laura Serani die künstlerische Leitung inne. Die Ausgabe 2013 musste wegen des Krieges in Mali abgesagt werden. Die 10. Biennale 2015 wurde durch den Anschlag auf das Radisson Blu Hotel in Bamako überschattet.
Bei der 11. Biennale 2017 war der ghanaische Fotograf James Barnor als Ehrengast geladen. Im Jahr 2019 wurden Igo Diarra, Leiter der Galerie La Médina in Bamako als Kurator und der Kameruner Bonaventure Soh Bejeng Ndikung, Gründer des Kunstzentrums Savvy Contemporary in Berlin als künstlerischer Leiter bestellt. Aufgrund der COVID-19-Pandemie musste die 13. Biennale 2021 auf 2022 verschoben werden. Sie fand von 8. Dezember 2022 bis 8. Februar 2023 statt.

## Preise
- Prix Seydou-Keïta (Seydou-Keïta-Preis), der wichtigste Preis, der vom malischen Kulturministerium verliehen wird (Dotierung: 3000 €).
- Prix de l’Union Européenne (Preis der EU), der die beste Presse- oder Reportagefotografie eines Fotografen aus einem Land Afrikas, der Karibik oder des Pazifiks auszeichnet (Dotierung: 3000 €).
- Prix du jury (Preis der Jury), der dem Fotografen „coup de coeur“ vom Institut français verliehen wird (Dotierung: 2000 €).
- Prix de l’Organisation internationale de la francophonie (O.I.F.) (Preis der Internationalen Organisation der Frankophonie), der dem besten französischsprachigen Fotografen verliehen wird (Dotierung: 1500 €).
- Prix Casa Africa (Casa Africa-Preis), der an eine in Afrika lebende Fotografin verliehen wird (Dotierung: Veröffentlichung einer Monografie, Herausgabe einer Fachkollektion, monografische Ausstellung in Las Palmas (Kanarische Inseln) und Wanderausstellungen).
- Prix Fondation Blachère (Preis Fondation Blachère), in Gedenken an Goddy Leye, der die Arbeit eines jungen Videokünstlers auszeichnet (Dotierung: 1500 €, begleitet von einem Aufenthalt in Apt, Frankreich, gefolgt von einer Gruppenausstellung).

## Preisträger (Auswahl)
Die Fotobiennale Bamako brachte große afrikanische Fotografen wie Seydou Keïta und Malick Sidibé aus Mali hervor.
- Fatoumata Diabaté (2005)
- Zohra Bensemra (2005)
- Aida Muluneh (2007)
- Berry Bickle (2009)
- Zanele Muholi (2009)
- Khaled Hafez (2011)
- Pieter Hugo (2011)
- Adéọlá Ọlágúnjú (2019)